# Paspalum pilgerianum
Paspalum pilgerianum är en gräsart som beskrevs av Mary Agnes Chase. Paspalum pilgerianum ingår i släktet tvillinghirser, och familjen gräs. Inga underarter finns listade i Catalogue of Life.